# Florstadt
Florstadt – miasto w Niemczech, w kraju związkowym Hesja, w rejencji Darmstadt, w powiecie Wetterau.

## Współpraca
Miejscowość partnerska:
- Staden, Belgia